# Аньисок
Аньисок (фр. Añisoc встречаются названия - Anisoc, Anisok, Añisoc, Añisok) — город в Экваториальной Гвинее, расположен в провинции Веле-Нзас.
Население города на 2011 год — 10 191 человек. По данным статистических прогнозов в 2013 году население уменьшится до 8 271 человек.
В настоящее время в районе города с целью самодостаточности в производстве продуктов питания осуществляется программа вырубки тропических лесов для последующей посадки разнообразных сельскохозяйственных культур.